# Tormod Løkling
Tormod Løkling (né le 5 février 1964 à Bergen) est un éditeur et scénariste de bande dessinée norvégien.

## Biographie
Dans les années 1980, il écrit de nombreux scénarios pour Arild Midthun. En 1990, il est embauché par Bladkompaniet pour éditer un recueil mensuel de Calvin & Hobbes, et au fil de la décennie il se met à éditer de plus en plus de revues mais aussi des comic strip, comme Pondus de  Frode Øverli. En 2003, il passe chez Egmont pour diriger Donald Duck & Co (no), hebdomadaire de bande dessinée à fort tirage dans laquelle il signe ponctuellement des scénarios.

## Distinction
- 2013 : Prix Sproing de la meilleure bande dessinée norvégienne pour Donald Duck : Le Noël des orphelines (avec Arild Midthun et Knut Nærum)